# 132 Carinae
132 Carinae (k Carinae) é uma estrela na direção da Carina. Possui uma ascensão reta de 09h 20m 56.83s e uma declinação de −62° 24′ 16.7″. Sua magnitude aparente é igual a 4.79. Considerando sua distância de 223 anos-luz em relação à Terra, sua magnitude absoluta é igual a 0.62. Pertence à classe espectral G6III.